# تشارلز فرانسيس آدمز (الأب)
تشارلز فرانسيس آدمز، الأب (بالإنجليزية: Charles Francis Adams, Sr) (ولد 18 أغسطس 1807 - توفي 21 نوفمبر 1886) هو سياسي ودبلوماسي أمريكي بارز، حيث عُيّن سفيراً للولايات المتحدة في بريطانيا عام 1861 وهناك لعب دوراً هاماً في إقناع بريطانيا بالوقوف على الحياد إزاء الحرب الأهلية الأمريكية التي دارت بين سنوات 1861 و1865.
تشارلز فرانسيس آدامز كان ينتمي للحزب الجمهوري، وهو ابن الرئيس الأمريكي السادس جون كوينسي آدامز وحفيد الرئيس الأمريكي الثاني جون آدامز.
كثيراً ما يُتبع اسم تشارلز فرانسيس آدمز بلفظة «الأب» (بالإنجليزية: Charles Francis Adams, Sr.) تمييزا ً له عن ابنه تشارلز فرانسيس آدمز، الابن (بالإنجليزية: Charles Francis Adams, Jr.) والذي خدم كعسكري في الحرب الأهلية الأمريكية.

## روابط خارجية
- تشارلز فرانسيس آدمز، الأب على موقع الموسوعة البريطانية (الإنجليزية)
- تشارلز فرانسيس آدمز، الأب على موقع إن إن دي بي (الإنجليزية)